# Фридрихсгабеког
Фридрихсгабеког (нем. Friedrichsgabekoog) — община в Германии, в земле Шлезвиг-Гольштейн.
Входит в состав района Дитмаршен. Подчиняется управлению КЛьГ Вессельбурен.  Население составляет 55 человек (на 31 декабря 2010 года). Занимает площадь 8,62 км².